# Amfíon
|  | Per a altres significats, vegeu «Amfíon (desambiguació)». |

Segons la mitologia grega, Amfíon (en grec antic: Ἀμφίων, llatí: Amphion) va ser un heroi, fill de Zeus i d'Antíope, que tenia un germà bessó anomenat Zetos. Va néixer a Elèuteres, a Beòcia.
Quan era un nadó va ser abandonat pel rei Licos al peu del Citeró amb el seu germà Zetos, però uns pastors els van trobar i educar. Zetos es dedicava més aviat a les activitats violentes i a les arts manuals, la lluita, l'agricultura i la ramaderia. Amfíon, per la seva banda, havia rebut una lira com a regal del déu Hermes, i es va dedicar a la música. Segons la llegenda, els dos joves solien discutir sobre el valor de les seves habilitats. Amfíon cedia sovint davant del seu germà, com que era de caràcter pacífic, fins al punt que renunciava de vegades a la música. La seva mare Antíope era presonera a la cort del rei Licos, un oncle seu. Dirce, l'esposa del rei, envejosa de la seva bellesa, la tractavacom una esclava. Una nit, les cadenes que lligaven la captiva van caure miraculosament, i Antíope, sense ser vista per ningú, va arribar a la cabana on vivien els seus fills, que la van reconèixer. Van matar Licos i van castigar terriblement Dirce. La van lligar viva a un brau que la va arrossegar i la va destrossar contra unes roques. Després, els dos germans van regnar a Tebes en el lloc de Licos.
Van envoltar la ciutat de muralles i es conta que durant la construcció Amfíon simplement tocava la lira de tal manera que les pedres el seguien espontàniament i es col·locaven al seu lloc mentre Zetos havia d'esforçar-se a carregar els pesants blocs.
Més tard, es casà amb Níobe, filla de Tàntal, i fou pare de set fills i de set filles (segons la versió més acceptada); però després que Apol·lo i Àrtemis exterminaren tots els seus descendents per castigar la supèrbia de Níobe, Amfíon va caure en la bogeria, i en ràbia va voler destruir el temple d'Apol·lo a Tebes, però el déu el va travessar amb una sageta i el va castigar tancant-lo al Tàrtar per aquesta impertinència.